# Rosen von Sarajevo

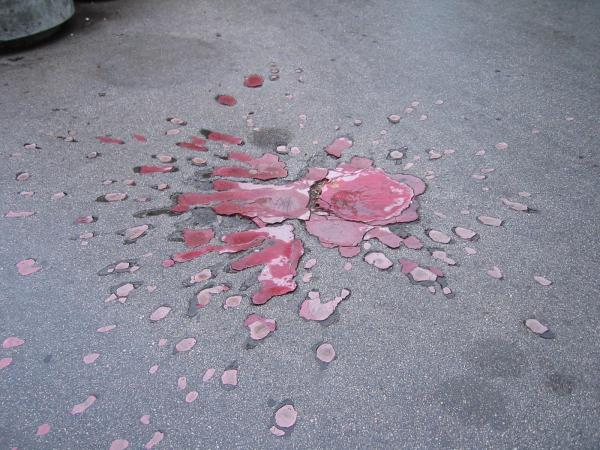
Eine Rose von Sarajevo markiert den Ort, an dem ein Mensch durch eine Granate starb.

Rosen von Sarajevo (bosnisch Sarajevske ruže) nennt man eine bestimmte Form von Gedenkstätten im Straßenbild Sarajevos, der Hauptstadt von Bosnien und Herzegowina, die im Bosnienkrieg mehrere Jahre lang von serbischen Truppen belagert wurde und unter Artilleriebeschuss stand, wobei zahlreiche Zivilisten ums Leben kamen. Im Schnitt schlugen täglich rund 300 Geschosse in Sarajevo ein. Die Einschläge von Granaten haben auf dem Asphalt Spuren hinterlassen, deren Form vage an eine Blume erinnert. Die Bewohner von Sarajevo haben die Krater mit rotem Harz markiert, um daran zu erinnern, dass an dieser Stelle ein Mensch zu Tode kam. Der „Schöpfer“ der Rosen wurde nie bekannt, deshalb gelten sie als gemeinsames Werk aller, die während der Belagerung in der Stadt waren. Die Rosen werden immer wieder durch Freiwillige aufgefrischt, um sie vor Abnutzung durch die Fußgänger und das Wetter zu schützen.